# ميكاكو تاكاهاشي
ميكاكو تاكاهاشي (باليابانية: 高橋 美佳子) مواليد 29 مايو 1980 في تشيبا، اليابان، هي مؤدية أصوات يابانية.

## أعمال

### أنمي
- إلفن ليد
- جينتاما
- هاياتي الخادم المقاتل
- القناص إيتا، إيلينا
- هاي سكول غيرلز
- النجم المحظوظ
- ساموراي ديبر كيو
- سوبر روبوت وورز
- أمير التنس
- تو لاف-رو

## وصلات خارجية
- ميكاكو تاكاهاشي على موقع IMDb (الإنجليزية)
- ميكاكو تاكاهاشي على موقع ميوزك برينز (الإنجليزية)
- ميكاكو تاكاهاشي على موقع ديسكوغز (الإنجليزية)
- ميكاكو تاكاهاشي على موقع قاعدة بيانات الفيلم (الإنجليزية)
- ميكاكو تاكاهاشي على موقع ANN person (الإنجليزية)